# Liste der denkmalgeschützten Objekte in Michaelerberg-Pruggern
Die Liste der denkmalgeschützten Objekte in Michaelerberg-Pruggern enthält die denkmalgeschützten, unbeweglichen Objekte der Gemeinde Michaelerberg-Pruggern im steirischen Bezirk Liezen.

## Denkmäler
| Foto |                 | Denkmal                                                                                   | Standort                                   | Beschreibung                                                           | Metadaten |
| ---- | --------------- | ----------------------------------------------------------------------------------------- | ------------------------------------------ | ---------------------------------------------------------------------- | --- |
| ja   | Datei hochladen | Kath. Filialkirche hl. Michael mit ehem. Friedhofsfläche HERIS-ID: 82547 Objekt-ID: 96378 | Moosheim 189 Standort KG: Michaelerberg    |                                                                        | BDA-Hist.: Q38178750 Status: § 2a Stand der BDA-Liste: 2025-06-30 Name: Kath. Filialkirche hl. Michael mit ehem. Friedhofsfläche GstNr.: .21 Katholische Filialkirche hl. Michael, Michaelerberg |
| ja   | Datei hochladen | Schlossanlage Moosheim (auch Thanneck oder Thonegg) HERIS-ID: 108768 Objekt-ID: 126285    | Schlossweg 1 Standort KG: Michaelerberg    | Anmerkung: Bis 2019 als Schloss Moosheim unter der ID 96381 geschützt. | BDA-Hist.: Q1702042 Status: Bescheid Stand der BDA-Liste: 2025-06-30 Name: Schlossanlage Moosheim (auch Thanneck oder Thonegg) GstNr.: .20/1, 1154, .20/2, .20/3 Schloss Thannegg                |
| ja   | Datei hochladen | Ortskapelle Hl. Dreifaltigkeit HERIS-ID: 83360 Objekt-ID: 97235                           | gegenüber Oberdorf 7 Standort KG: Pruggern |                                                                        | BDA-Hist.: Q38180519 Status: § 2a Stand der BDA-Liste: 2025-06-30 Name: Ortskapelle Hl. Dreifaltigkeit GstNr.: 1545/1 Ortskapelle Pruggern                                                       |